# Kelén (hajó)
A Kelén (testvérhajójával, a Helkával együtt) a Balaton leghosszabb ideje szolgálatban lévő hajója. 

## Története
A hajót 1891-ben, Siófokon építette a Sió bal parti sólyán az újpesti Schönichen-Hartmann-féle Egyesült Hajó- Gép- és Kazángyár a Balatontavi Gőzhajózási Rt. megrendelésére. 1927-ben a Balatoni Hajózási Rt.-ben szervezték újjá a csődközelbe jutott balatoni hajózást, a többi gőzhajóval együtt a Kelén is ebbe a cégbe került. 1945. március 25-én saját személyzete által önelsüllyesztést hajtott végre Révfülöp kikötőjében, hogy semmiképp se kerülhessen a németek kezére. Később kiemelték, helyrehozták, és újra szolgálatba állhatott. Miután a Balatoni Hajózási Vállalat beolvadt a MAHART–PassNave-ba, megkapta az átépített VI. csavargőzös gőzgépét.  
1962-ben átépítették motoros hajóvá egy használt Buckau-Wolf 6 hengeres dízelmotorral, amit 1984-ben cseréltek ki egy kelet-német 6 hengeres SKL motorra. 
1991-ben, századik születésnapjára teljesen újjáépítették. A MAHART Balatoni Hajózási Kft. privatizációja után, 1999-től a Balatoni Hajózási (Z)rt. a hajó tulajdonosa.